# 大久保徹
大久保 徹（おおくぼ とおる、1975年9月27日- ）は、東京都出身（埼玉県育ち）の男性アニメーター、キャラクターデザイナーである。Production I.G所属。

## 来歴・人物
アニメーターを志したのは高校3年生の時で、代々木アニメーション学院を卒業後、Production I.Gに入社。
影響を受けたアニメーション作品として、『風の谷のナウシカ』や『ふしぎの海のナディア』などを挙げている。

## 主な参加作品
- クレヨンしんちゃん（動画・原画）
- アークザラッド（原画）
- 魁!!クロマティ高校（作画監督）
- お伽草子（作画監督・作画監督補佐）
- BLOOD+（絵コンテ・作画監督・作画監督補佐）
- 精霊の守り人（作画監督・作画監督補佐）
- RD 潜脳調査室（作画監督・メカ設定協力）
- 戦国BASARA（キャラクターデザイン・総作画監督・作画監督）
- 戦国BASARA弐（キャラクターデザイン・総作画監督・作画監督）
- 劇場版 戦国BASARA -The Last Party-（キャラクターデザイン・総作画監督）
- BLOOD-C The Last Dark（作画監督）
- 劇場版ときめきレストラン☆☆☆ MIRACLE6（キャラクターデザイン）
- 憂国のモリアーティ（キャラクターデザイン・総作画監督）
- 怪獣8号（2024年 - 2025年、作画監督・第2期ED作画監督・第2期ED原画）